# David Frost
David Frost OBE, född 7 april 1939 i Tenterden, Kent, död 31 augusti 2013 ombord på MS Queen Elizabeth på Medelhavet, var en brittisk journalist, författare, komiker och talkshowvärd. År 1977 intervjuade han den före detta amerikanske presidenten Richard Nixon under tolv dagar. Nixon hade 1974 tvingats avgå från presidentämbetet efter Watergateskandalen. Filmen Frost/Nixon från 2008 handlar om Frosts intervjuer med Nixon som ledde till att Nixon bad om ursäkt för sitt handlande i skandalen.
Från 2006 till 2012 var han värd för sitt intervjuprogram Frost Over The World för Al Jazeera English som senare byttes till The Frost Interview under 2012. 
Frost gjorde även en intervju med Sveriges utbildningsminister Olof Palme 1969 innan denne blev vald till Tage Erlanders efterträdare som partiledare och statsminister.
David Frost avled av en hjärtattack ombord på fartyget MS Queen Elizabeth på väg från Southampton till Lissabon.

## Galleri

David Frost med Richard Nixon, Pat Nixon, Mamie Eisenhower, and Mona Frost in 1970.
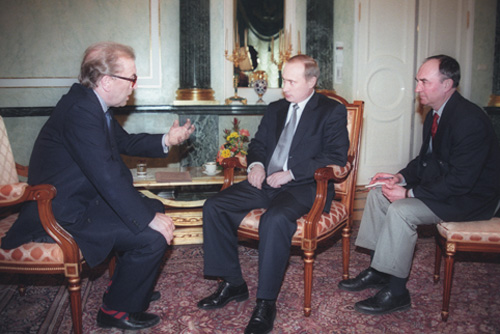
David Frost intervjuar Vladimir Putin för BBC's Breakfast with Frost i mars 2000.
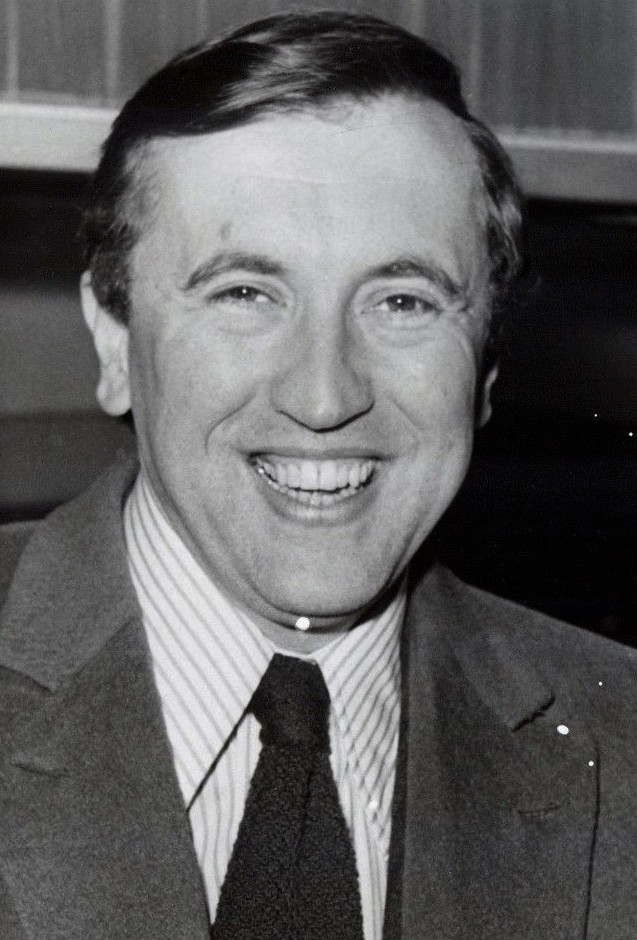
David Frost 1971.